# قرار مجلس الأمن التابع للأمم المتحدة رقم 2068
قرار مجلس الأمن التابع للأمم المتحدة رقم 2068، المتخذ في 19 سبتمبر 2012. أعلن المجلس استعداده فرض عقوبات على الجماعات المسلحة التي تنتهك باستمرار حقوق الإنسان للأطفال بما في ذلك إساءة معاملة الأطفال والاستغلال العسكري للأطفال.
امتنع أربعة من أعضاء المجلس، أذربيجان والصين وباكستان وروسيا، عن التصويت، معربين عن تحفظات حكوماتهم على النص المعتمد، بينما صوت الأعضاء الأحد عشر الآخرون لصالح القرار.

## روابط خارجية
- نص القرار في undocs.org